# Hyloscirtus
A Hyloscirtus   a kétéltűek (Amphibia) osztályába és  a békák (Anura) rendjébe a levelibéka-félék (Hylidae) családjába és a Hylinae alcsaládba tartozó nem. Egy nemrégen történt felülvizsgálat eredményeképpen a Hyla nem 28 faja ebbe a családba került át mitokondriális DNS-vizsgálatok alapján. A nembe tartozó békák viszonmylag nagy méretűek, ujjaikon széles bőrredők találhatók.
Elsősorban az Andok lejtőin, Bolíviától Venezueláig fordulnak elő, bár néhány faj a környező síkságokon is megtalálható, két faj, a H. colymba és a H. palmeri pedig Panamában és Costa Ricában él. Jellemzően a szaporodóhelyük közelében, patakokban fordulnak elő. Számos fajukat az élőhely elvesztése, a környezetszennyezés, a betelepített fajok (pl. pisztráng) és a Batrachochytrium nevű rajzóspórás gomba fenyegeti.

## Rendszerezés
A nembe az alábbi fajok tartoznak:
- Hyloscirtus albopunctulatus (Boulenger, 1882)
- Hyloscirtus alytolylax (Duellman, 1972)
- Hyloscirtus antioquia  Correa, 2013[3]
- Hyloscirtus armatus (Boulenger, 1902)
- Hyloscirtus bogotensis Peters, 1882
- Hyloscirtus callipeza (Duellman, 1989)
- Hyloscirtus caucanus (Ardila-Robayo, Ruiz-Carranza & Roa-Trujillo, 1993)
- Hyloscirtus charazani (Vellard, 1970)
- Hyloscirtus chlorosteus (Reynolds & Foster, 1992)
- Hyloscirtus colymba (Dunn, 1931)
- Hyloscirtus condor Almendáriz, Brito-M., Batallas-R., & Ron, 2014
- Hyloscirtus criptico Coloma et al., 2012[4]
- Hyloscirtus denticulentus (Duellman, 1972)
- Hyloscirtus diabolus Rivera-Correa, García-Burneo, & Grant, 2016
- Hyloscirtus hillisi Ron, Caminer, Varela-Jaramillo, & Almeida-Reinoso, 2018
- Hyloscirtus jahni (Rivero, 1961)
- Hyloscirtus japreria Rojas-Runjaic, Infante-Rivero, Salerno, & Meza-Joya, 2018
- Hyloscirtus larinopygion (Duellman, 1973)
- Hyloscirtus lascinius (Rivero, 1970)
- Hyloscirtus lindae (Duellman & Altig, 1978)
- Hyloscirtus lynchi (Ruiz-Carranza & Ardila-Robayo, 1991)
- Hyloscirtus mashpi Guayasamin, Rivera-Correa, Arteaga-Navarro, Culebras, Bustamante, Pyron, Peñafiel, Morochz, & Hutter, 2015
- Hyloscirtus pacha (Duellman & Hillis, 1990)
- Hyloscirtus palmeri (Boulenger, 1908)
- Hyloscirtus pantostictus (Duellman & Berger, 1982)
- Hyloscirtus phyllognathus (Melin, 1941)
- Hyloscirtus piceigularis (Ruiz-Carranza & Lynch, 1982)
- Hyloscirtus platydactylus (Boulenger, 1905)
- Hyloscirtus princecharlesi Coloma et al., 2012[4]
- Hyloscirtus psarolaimus (Duellman & Hillis, 1990)
- Hyloscirtus ptychodactylus (Duellman & Hillis, 1990)
- Hyloscirtus sarampiona (Ruiz-Carranza & Lynch, 1982)
- Hyloscirtus simmonsi (Duellman, 1989)
- Hyloscirtus staufferorum (Duellman & Coloma, 1993)
- Hyloscirtus tapichalaca (Kizirian, Coloma & Paredes-Recalde, 2003)
- Hyloscirtus tigrinus Mueses-Cisneros & Anganoy-Criollo, 2008
- Hyloscirtus torrenticola (Duellman & Altig, 1978)